# Grand Prix Formule 1 van Nederland 1960
De Grand Prix Formule 1 van Nederland 1960 werd gehouden op 6 juni op het circuit van Zandvoort. Het was de vierde race van het seizoen.

## Uitslag
| Pos. | Nr. | Coureur                 | Constructeur    | Rondes | Tijd / Oorzaak uitval | Grid | Punten |
| ---- | --- | ----------------------- | --------------- | ------ | --------------------- | ---- | ------ |
| 1    | 11  | Jack Brabham            | Cooper-Climax   | 75     | 2:01:47.2             | 2    | 8      |
| 2    | 4   | Innes Ireland           | Lotus-Climax    | 75     | + 24.0                | 3    | 6      |
| 3    | 16  | Graham Hill             | BRM             | 75     | + 56.6                | 5    | 4      |
| 4    | 7   | Stirling Moss           | Lotus-Climax    | 75     | + 57.7                | 1    | 3S     |
| 5    | 2   | Wolfgang von Trips      | Ferrari         | 74     | + 1 Ronde             | 15   | 2      |
| 6    | 3   | Richie Ginther          | Ferrari         | 74     | + 1 Ronde             | 12   | 1      |
| 7    | 10  | Henry Taylor            | Cooper-Climax   | 78     | + 5 Rondes            | 14   |        |
| 8    | 20  | Carel Godin de Beaufort | Cooper-Climax   | 69     | + 6 Rondes            | 18   |        |
| DNF  | 5   | Alan Stacey             | Lotus-Climax    | 57     | Transmissie           | 8    |        |
| DNF  | 14  | Jo Bonnier              | BRM             | 54     | Motor                 | 4    |        |
| DNF  | 1   | Phil Hill               | Ferrari         | 54     | Motor                 | 13   |        |
| DNF  | 6   | Jim Clark               | Lotus-Climax    | 42     | Transmissie           | 11   |        |
| DNF  | 18  | Maurice Trintignant     | Cooper-Maserati | 39     | Versnellingsbak       | 17   |        |
| DNF  | 15  | Dan Gurney              | BRM             | 11     | Ongeluk               | 6    |        |
| DNF  | 8   | Chris Bristow           | Cooper-Climax   | 9      | Motor                 | 7    |        |
| DNF  | 12  | Bruce McLaren           | Cooper-Climax   | 8      | Transmissie           | 9    |        |
| DNF  | 9   | Tony Brooks             | Cooper-Climax   | 4      | Versnellingsbak       | 10   |        |
| DNS  | 17  | Roy Salvadori           | Aston Martin    |        |                       |      |        |
| DNS  | 19  | Masten Gregory          | Cooper-Maserati |        |                       |      |        |
| DNS  | 21  | Lance Reventlow         | Scarab          |        |                       |      |        |
| DNS  | 22  | Chuck Daigh             | Scarab          |        |                       |      |        |

## Noot
- Dit was het debuut voor de Britse coureur (en toekomstig wereldkampioen) Jim Clark.
- Dit was de zesde opeenvolgende pole position - mits de Indianapolis 500 niet wordt meegeteld, omdat deze technisch gezien geen Grand Prix was maar wel meetelde voor het Formule 1 Wereldkampioenschap - voor Stirling Moss. Daarmee verbrak hij het oude record van Juan Manuel Fangio (5) gevestigd vanaf de Grote Prijs van Frankrijk van 1950 en de Grote Prijs van Frankrijk van 1951.
- 25ste snelste ronde voor een Britse coureur.
- Eerste podiumplaats voor Innes Ireland en Graham Hill.

1948 · 1949 · 1950 · 1951 · 1952 · 1953 · 1955 · 1958 · 1959 · 1960 · 1961 · 1962 · 1963 · 1964 · 1965 · 1966 · 1967 · 1968 · 1969 · 1970 · 1971 · 1973 · 1974 · 1975 · 1976 · 1977 · 1978 · 1979 · 1980 · 1981 · 1982 · 1983 · 1984 · 1985 · 2020 · 2021 · 2022 · 2023 · 2024 · 2025  · 2026